# Ephraim Mashaba
Ephraim Mashaba, soprannominato Shakes (Soweto, 6 agosto 1950), è un allenatore di calcio ed ex calciatore sudafricano.

## Carriera
Ha allenato la Nazionale sudafricana alle Olimpiadi del 2000, per poi venire esonerato e richiamato nel luglio 2014.